# Gotō Mitsutsugu

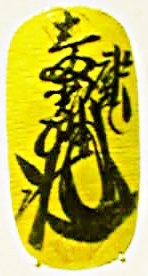
Goldmünze „Koban“

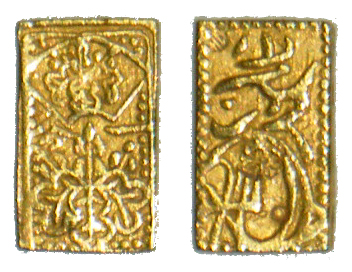
Ichibun-Münze der Keichō-Ära

Gotō Mitsutsugu (japanisch 後藤 光次, auch bekannt als Gotō Shōzaburō (後藤 庄三郎); geboren 1571; gestorben 1625) war ein japanischer Metallurg, ein „Goldbearbeiter“ (御金改役, Mikane Aratameyaku) in der frühen Edo-Zeit.

## Leben und Wirken
Gotō Mitsutsugu führte zunächst den Vornamen „Shōzaburō“, später „Shōemon“ (庄右衛門). Er soll ein Nachkomme des Daimyō Toshiharu Nagai (長井 利治) aus der Sengoku-Zeit gewesen sein, seine genaue Herkunft und sein Geburtsort sind jedoch unbekannt. Er wurde ein Schüler von Gotō Tokujō (後藤 徳乗), einem Metallarbeiter in Kyōto  an der Prägestätte Ōbanza(大判座), und wurde dann Adoptivsohn seines Vaters Kojo. Er nahm so den Nachnamen Gōto an und durfte seinen Namen in „Mitsutsugu“ ändern.
Auf Vermittlung durch Tokugawa Ieyasu erhielt Gotō die Erlaubnis von Toyotomi Hideyoshi, Gotō Tokujōs jüngerem Bruder Shichibei (後藤 七兵衛) nach Edo  zu folgen. Doch nachdem Shichibei, der krank geworden war, nach Kyōto zurückkehrte, nahm Gotōr ab 1595 den Namen Tokujō an. Unter Ieyasu war er an der Prägung von Goldmünzen beteiligt, und ab der Keichō-Ära (1596–1615) war er als Mikane Aratameyaku für die Prägestätte Ginza und auch für die Produktion von Goldbarren usw. verantwortlich.
Gotō half auch bei der Entwicklung der Personalstruktur von Ginza, einschließlich der Ernennung des ersten Buchhalters. Auf diese Weise trug er zum Aufbau des Geldsystems des Edo-Shogunats bei, und als enger Mitarbeiter von Ieyasu stellte er auch seine Fähigkeiten im Umgang mit Politik und Finanzen unter Beweis. Ein Beispiel hierfür ist, dass er Tanaka Shōsuke, ein Kaufmann aus Kyōto, unterstützte, als dieser für seine Reine nach Novispania (Mexiko) darum bat.